# Pierre Gy
Pierre Maurice Gy, né le 25 juillet 1924 à Paris et mort le 5 novembre 2015 à Gradignan, est un chimiste et statisticien français.

## Biographie
Né à Paris, en France, de Félix et Clémence, Pierre Gy est diplômé en génie chimique de l'École supérieure de physique et de chimie industrielles de la ville de Paris en 1946.
Pierre Gy a commencé à travailler comme ingénieur chimiste à la Compagnie minière du Congo français, au Congo, avant de revenir à Paris en 1949 comme ingénieur de recherche pour la société Minerais et Métaux. C'est à cette période que Pierre Gy a commencé à établir les fondements de  l'échantillonnage. Pierre Gy a pris la tête des laboratoires de traitement minéral et, en 1962, la direction technique, période pendant laquelle il a continué à développer sa théorie d'échantillonnage (en). À partir de 1963, il a travaillé comme consultant industriel.
Pierre Gy a obtenu des doctorats en physique (1960) et mathématiques (1975) de l'université de Nancy mais a toujours travaillé en dehors du milieu universitaire, publiant 9 livres et plus de  175 articles.

## Sélection de publications
- Sampling of particulate materials; theory and practice (1979) ;
- Sampling of Heterogeneous and Dynamic Material Systems: Theories of Heterogeneity, Sampling and Homogenizing (1992) ;
- Sampling for Analytical Purposes (1998).